# کامی‌کازه تاکسی
کامی‌کازه تاکسی (انگلیسی: Kamikaze Taxi) فیلمی در ژانر اکشن به کارگردانی ماساتو هارادا است که در سال ۱۹۹۵ منتشر شد. از بازیگران آن می‌توان به کوجی یاکوشو، ریکو کاتاوکا، و کازویا تاکاهاشی اشاره کرد.

## تولید
موسیقی متن تاکسی کامیکازه توسط ماساهیرو کاوازاکی ساخته شده است که از پیپ های پرو استفاده کرده است. کارگردان تاکسی پرویی-ژاپنی در فیلم، ماساتو هارادا از کاوازاکی خواست تا به نوارهای موسیقی پرو گوش دهد تا صدایی مشابه ارائه دهد.

## پذیرایی
میکی کورتیس در سال 1996 برای بازی در این فیلم برنده جایزه Kinema Junpo برای بهترین بازیگر نقش مکمل مرد شد. مجله تایم بیان کرد که "روایت بیش از حد طولانی است (160 دقیقه) و فاقد انسجام است. اما فیلم دیوانگی حماسی، تاریکی طنزآمیز دارد. مناظر شبانه با نور نئون و رقص وحشیانه‌ی واضح آن، شوکه می‌کند - و بیننده را هم پرچ می‌کند. repulsed." [4] Variety همچنین درباره طول فیلم اظهار نظر کرد و خاطرنشان کرد: "اگرچه فیلم می تواند به راحتی یک ربع ساعت از یک سکانس خودسرانه در یک کلینیک گروه درمانی را از دست بدهد، اما در واقع سستی بسیار کمی در طول 170 دقیقه وجود دارد.